# Kämpaslätten
Kämpaslätten är ett bostadsområde i norra Sölvesborg som angränsar till Hjortakroken och centrala Sölvesborg.